# Kenmare (ort i Irland)
Kenmare (iriska: Neidin) är en ort i republiken Irland.  Den ligger i grevskapet Kerry och provinsen Munster, i den sydvästra delen av landet, 280 km sydväst om huvudstaden Dublin. Kenmare ligger 8 meter över havet och antalet invånare är 2 175.